# Al-Zirikli
Khayr al-Dīn al-Ziriklī (in arabo ﺧﻴﺮ الدين الزِرِكْلِيّ‎?; Beirut, 25 giugno 1893 – Il Cairo, 25 novembre 1976) è stato un letterato e giornalista siriano con cittadinanza saudita, ottenuta successivamente.

## Biografia
Politico, diplomatico (servì per un trentennio nella diplomazia saudita,) e letterato, al-Ziriklī - il cui nome completo era Khayr al-Dīn b. Maḥmūd b. Muḥammad b. ʿAlī b. Fāris al-Ziriklī al-Dimashqī (in arabo خير الدين بن محمود بن محمد بن علي بن فارس الزِرِكْلِيّ الدمشقي‎? - operò come giornalista nel quotidiano siriano al-Mufīd nel corso del breve Regno Arabo di Siria di Fayṣal b. al-Ḥusayn, per poi lavorare a Gerusalemme per il giornale al-Ḥayāt. 

Diresse il Syrian Information Office in margine al Congresso siro-palestinese del Cairo.
La sua opera più importante è l'al-Aʿlām: qāmūs tarājīm li-ashʿhar al-rijāl wa al-nisāʾ min al-ʿArab wa al-mustaʿribīn wa al-mustashrifīn ("Le informazioni: enciclopedia dei traduttori uomini e donne di poesie, arabi, arabisti e orientalisti"), in 10 volumi, edito al Cairo tra il 1954 e il 1959: un repertorio enciclopedico riguardante autori e opere del mondo letterario arabo.